# The Versace Experience: Prelude 2 Gold
A The Versace Experience: Prelude 2 Gold Prince egy promocionális mixtape-je, amelyet kazettaként adtak a Versace-kollekció résztvevőinek az 1995-ös Párizsi Divathéten. Prince akkor megjelenő The Gold Experience albumát promotálta.
2019. április 13-án kiadták CD-n, hanglemezként és digitális letöltésként. Streaming szolgáltatóknak 2019. szeptember 13-án tették elérhetővé.

## Zene
A kazetta felén Prince 1995-ös The Gold Experience albumáról szerepelnek dalok ("Pussy Control", "Shhh", "Eye Hate U", "319", "Shy", "Billy Jack Bitch", "Gold"), de több is a The New Power Generation Exodus albumára, a Madhouse és a The New Power Generation Orchestra részére volt írva.

## Számlista
1. "Pussy Control" (Club Mix)
2. "Shhh" (X-cerpt)
3. "Get Wild in the House" (The New Power Generation)
4. "Eye Hate U" (Remix)
5. "319" (X-cerpt)
6. "Shy" (X-cerpt)
7. "Billy Jack Bitch"
8. "Sonny T." (X-cerpt) (Prince és a Madhouse)
9. "Rootie Kazootie" (Prince és a Madhouse)
10. "Chatounette Controle"
11. "Pussy Control (Control Tempo)"
12. "Kamasutra Overture #5" (The New Power Generation Orchestra)
13. "Free the Music" (The New Power Generation)
14. "Segue"
15. "Gold" (X-cerpt)

## Slágerlisták
| Slágerlista (2019)                   | Legmagasabb pozíció |
| ------------------------------------ | ------------------- |
| Osztrák Albumok (Ö3 Austria)         | 50                  |
| Belga Albumok (Ultratop Flanders)    | 19                  |
| Belga Albumok (Ultratop Wallonia)    | 61                  |
| Holland Albumok (Album Top 100)      | 29                  |
| Francia Albumok (SNEP)               | 94                  |
| Német Albumok (Offizielle Top 100)   | 59                  |
| Japán Albumok (Oricon)               | 25                  |
| Skót Albumok (OCC)                   | 38                  |
| Spanyol Albumok (PROMUSICAE)         | 20                  |
| Svájci Albumok (Schweizer Hitparade) | 30                  |
| UK Albums (OCC)                      | 83                  |
| US Billboard 200                     | 170                 |